# HMS Ajax (22)
Pour les autres navires du même nom, voir HMS Ajax.
Le HMS Ajax est un croiseur léger de classe Leander de la Royal Navy qui sert durant la Seconde Guerre mondiale. Il s'illustre lors de la bataille du Rio de la Plata, la bataille de Crète, la bataille de Malte et comme navire d'escorte pour les renforts de la bataille de Tobrouk. Il soutient également le débarquement sur Gold Beach en Normandie le 6 juin 1944, en canonnant la batterie de Longues-sur-Mer. Il est le 6e bâtiment de la Royal Navy à porter ce nom.

## Culture populaire
- Le HMS Ajax est présent dans le film La Bataille du Rio de la Plata.
- le HMS Ajax est présent dans la bande dessinée Blake et Mortimer de Edgar P. Jacobs, Le Secret de l'Espadon. Il apparaît coulé en mer d'Oman, à proximité d'une base secrète britannique.